# Feketefejű rozella
A feketefejű rozella (Platycercus venustus), korábban feketefejű rozellapapagáj vagy Stanley-papagáj, a madarak osztályának papagájalakúak (Psittaciformes) rendjébe és a szakállaspapagáj-félék (Psittaculidae) családjába tartozó faj.

## Rendszerezés
A fajt Heinrich Kuhl német természettudós írta le 1820-ban, a Psittacus nembe Psittacus venustus néven (a venustus latinul szépségest, gyönyörűt jelent). A leírása Robert Brown 1803 februárjában gyűjtött példányáról ered, amiről Ferdinand Bauer festő festett képet.

## Alfajai
- Platycercus venustus hilli Mathews, 1910
- Platycercus venustus venustus (Kuhl, 1820)[2]

## Előfordulása
Észak-Ausztráliában a Kimberley-övezettől Queensland határáig, valamint a Bathurst- sziget, a Melville-sziget és a Milingimbi-sziget. 
Természetes élőhelyei a szubtrópusi és trópusi lombhullató eukaliptusz, part menti mangroveerdők és cserjések. Állandó, nem vonuló faj.

## Megjelenése
Átlagos testhossza 28 centiméter, testtömege 85 gramm. Nagyon hasonlít a keleti rozellára, homloka, feje teteje és tarkója fekete, hátán a szegélyek szélesebbek, halványsárgák, farkcsíkja és hasa halványsárga, külső szárnyfedői és szárnya kék. A tojót nehéz megkülönböztetni, színei kissé haloványabbak, a szárnyszalag sincs minden esetben jelen. A fiatalok színei halványabbak, fejükön és begyükön vörös áttűnés lehetséges, egyéves korukban színesednek ki.
|  |  |

## Életmódja
Párban vagy kis csoportokban él, a Callitris columellaris magvával, az Eucalyptus miniata gyümölcsével, ezenkívül Eucalyptus alba, Corymbia polycarpa, Melaleuca nervosa, Grevillea pteridifolia magvával és nektárjával táplálkozik. Kissé félénk.

## Szaporodása
A nyári hónapokban költ, a fészekalja kettő-négy tojásból áll, amelyek kb. 2,5 centiméteresek. Kotlási ideje 20 nap, a kirepülési ideje négy-öt hét.

## Tenyésztése
Nem mondható könnyűnek, már a párok összeállítása is nehéz (nálunk télen költ). Az első sikeres költetés Bedford hercegnél volt 1920-ban.

## Természetes ellenségei, parazitái
Fő ragadozója a rozsdás héjabagoly (Ninox rufa), parazitája pedig a Forficuloecus wilsoni rágó tetű amely csak a feketefejű rozellapapagájon élősködik.

## Természetvédelmi helyzete
Az elterjedési területe nagyon nagy, egyedszáma pedig stabil. A Természetvédelmi Világszövetség Vörös listáján nem fenyegetett fajként szerepel.